# Mumu
Mumu je babilonski bog obrta, koji personificira obrtničke vještine. U tekstovima je naveden i kao "dubina", a ime mu se prevodi kao "onaj koji je probuđen". Njegovo podrijetlo nigdje nije objašnjeno, ali je bio sluga prvih bogova.